# Brooke Candy
Brooke Candy (n. 20 iulie 1989, Oxnard, California, SUA) este o rapperiță și cântăreață americană. Ea este cel mai bine cunoscută pentru apariția sa în videoclipul pentru single-ul lui Grimes intitulat "Genesis". Ea a lansat în mod independent videoclipuri pentru piesele ei "Das Me", "Everybody Does" și "I Wanna Fuck Right Now", înainte de colaborarea cu fotograful Steven Klein și stilistul Nicola Formichetti pentru al optulea ei videoclip intitulat "Opulence". Candy a semnat un contract cu RCA în februarie 2014.

## Dicografie
Albume de studio
- The Daddy Issues (2016)

EP-uri
- Opulence (2014)

Discuri single
- Opulence (2014)
- Rubber Band Stacks (2015)
- Happy Days (2016)
- Nasty (2016)

## Videoclipuri
| Titlu                    | An   | Regizor(i)                     | Ref.  |
| ------------------------ | ---- | ------------------------------ | ----- |
| "Das Me"                 | 2012 | Brooke Candy and Matthew Boman | [ 5 ] |
| "Everybody Does"         | 2013 | Renata Raksha                  | [ 6 ] |
| "I Wanna Fuck Right Now" | 2013 | @Spaghetto                     | [ 7 ] |
| "Pussy Make the Rules"   | 2013 | Filmmaker and Meredith Danluck |       |
| "Dumb"                   | 2013 | Chris Murdoch                  |       |
| "Opulence"               | 2014 | Steven Klein                   | [ 8 ] |
| "Rubber Band Stacks"     | 2015 | Ssion                          |       |